# Dôme de Sovana
Le dôme de Sovana (en italien : Duomo de Sovana ou Cattedrale dei Santi Pietro e Paolo) est la cathédrale de Sovana, frazione de la commune de Sorano, en province de Grosseto, diocèse de Pitigliano-Sovana-Orbetello.
Son style architectural comprend des vestiges paléochrétiens, romans et gothiques.

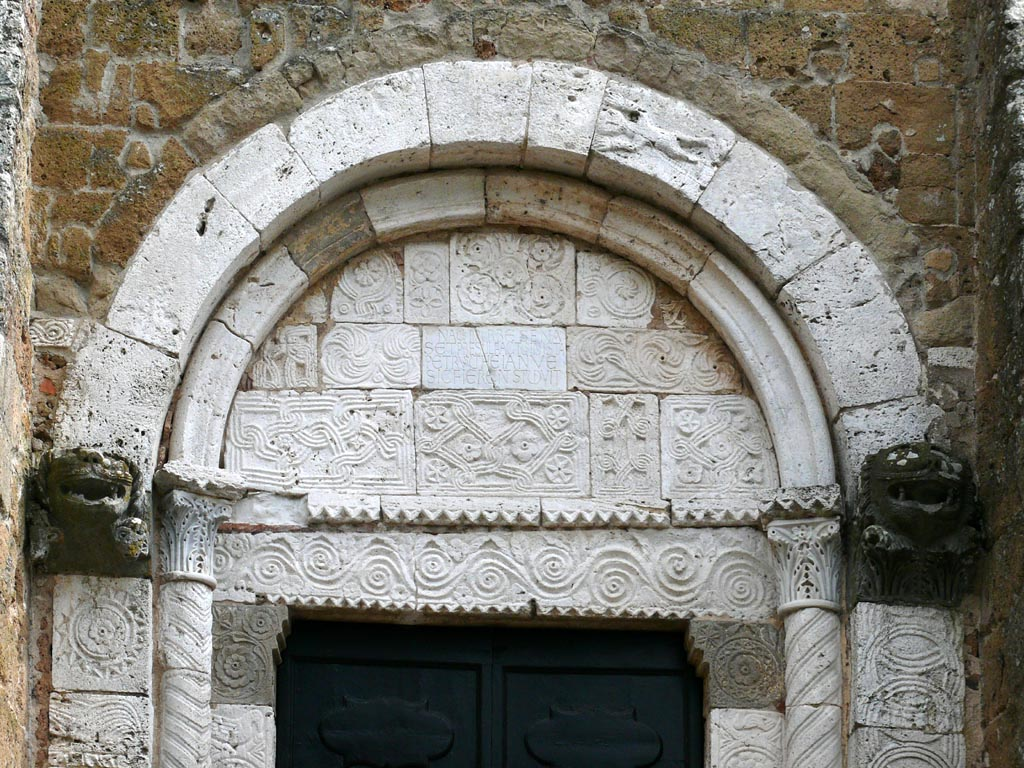
Portail sculpté.
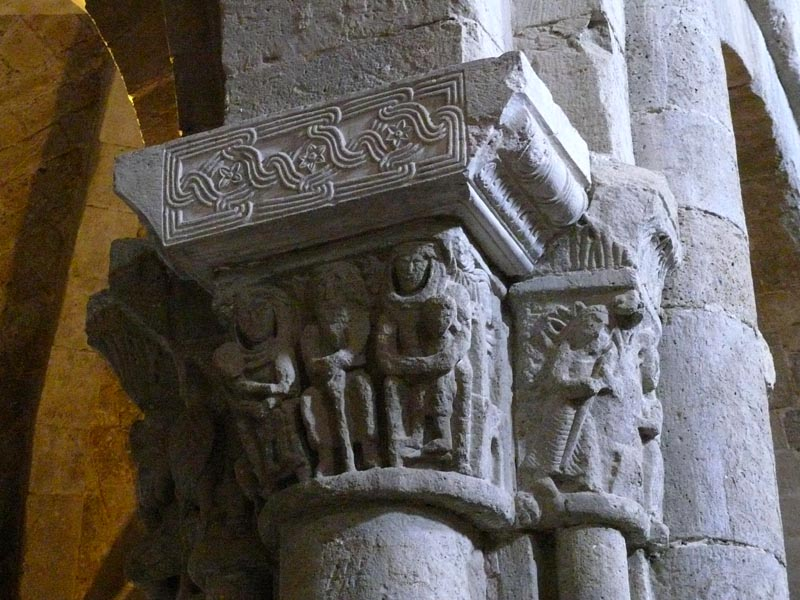
Chapiteaux figurés.
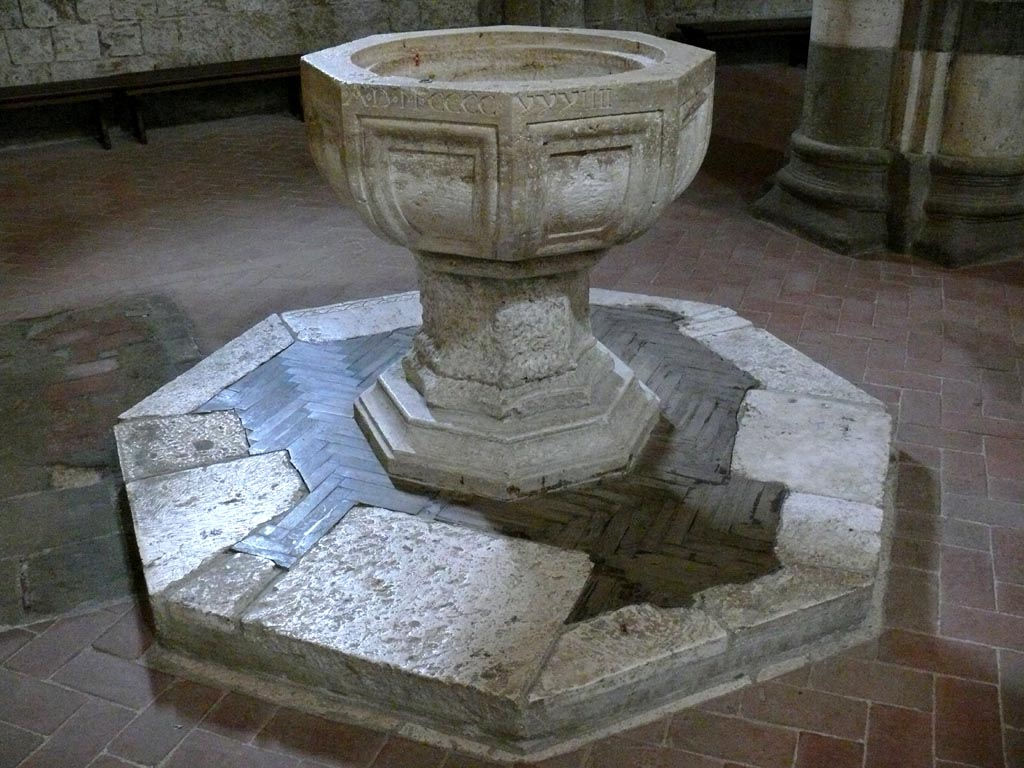
Fonts baptismaux.
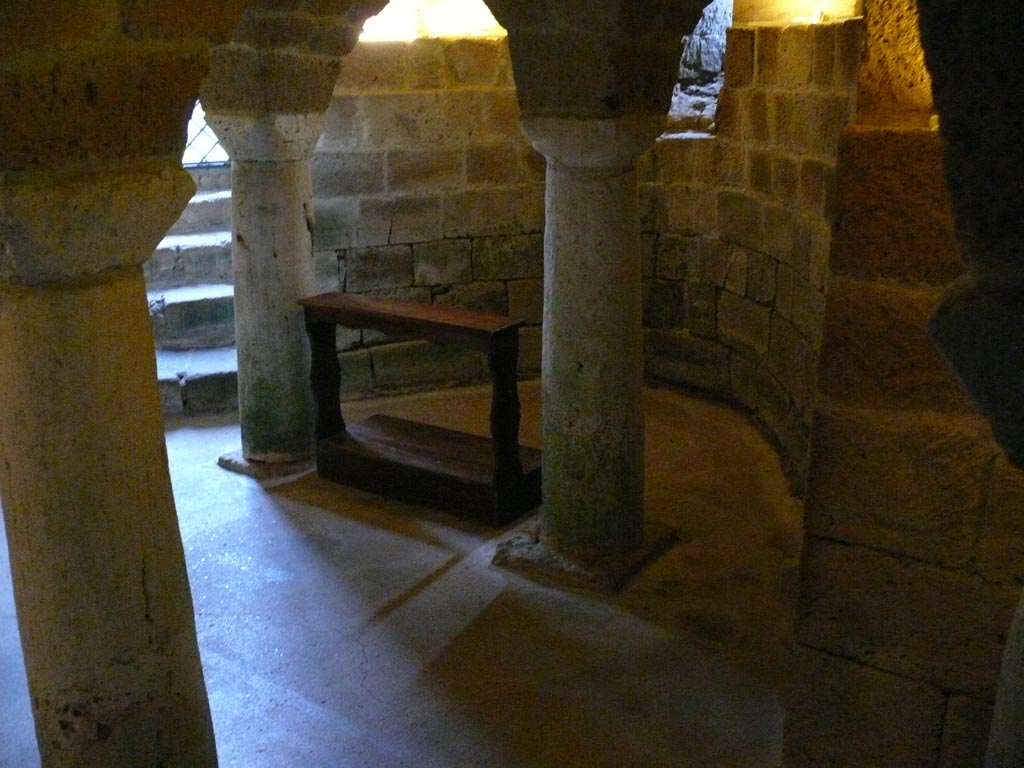
Crypte.